# Hódmezővásárhely

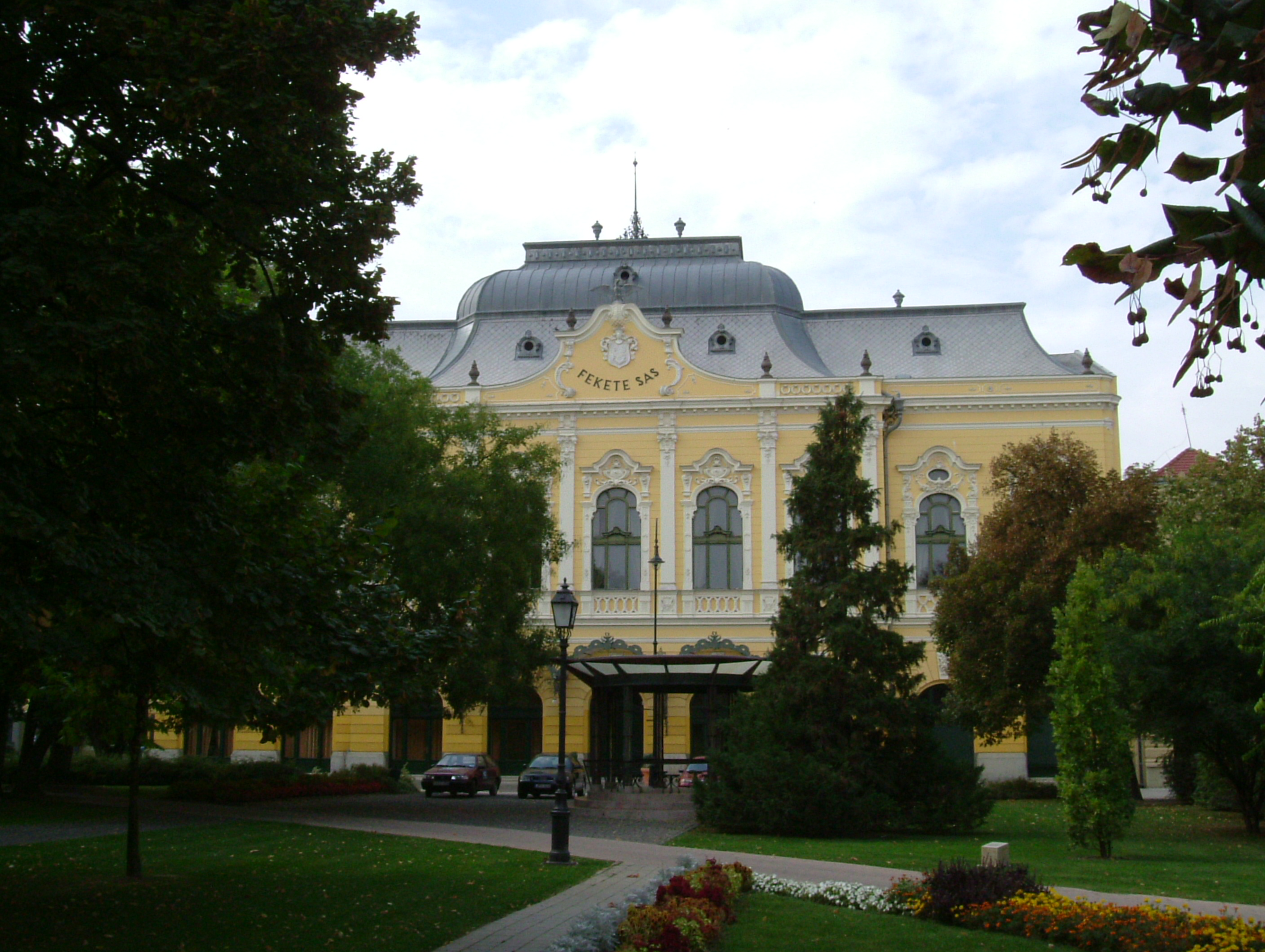
Fekete Sas szálloda

Hódmezővásárhely (németül: Neumarkt an der Theiß, szlovákul: Trhovište pri Segedíne) megyei jogú város a Dél-Alföldön. Csongrád-Csanád vármegye második legnagyobb népességű és Magyarország második legnagyobb területű települése, a Hódmezővásárhelyi járás székhelye. A megye és a Dél-Alföld legnagyobb területű települése.

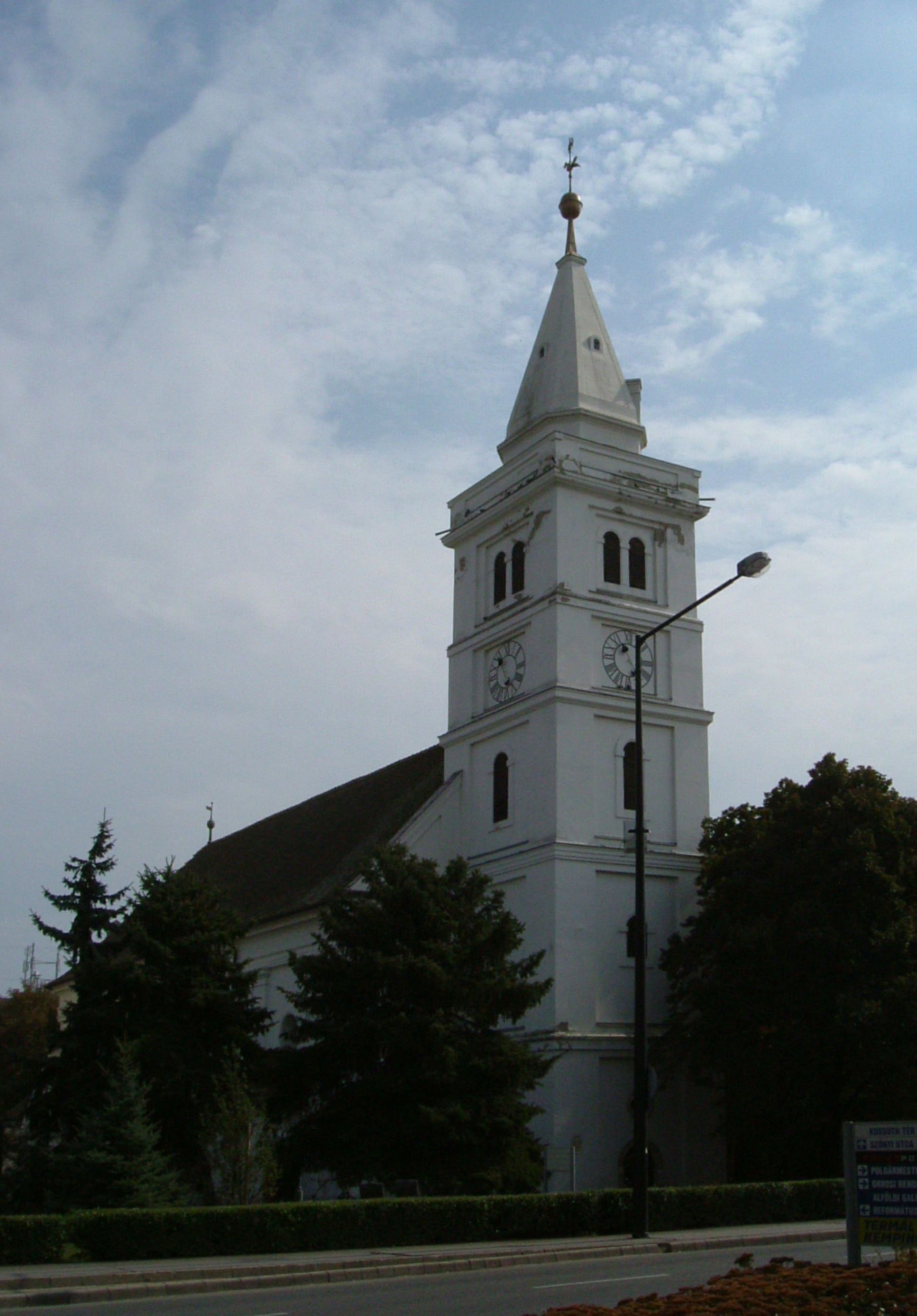
Református templom

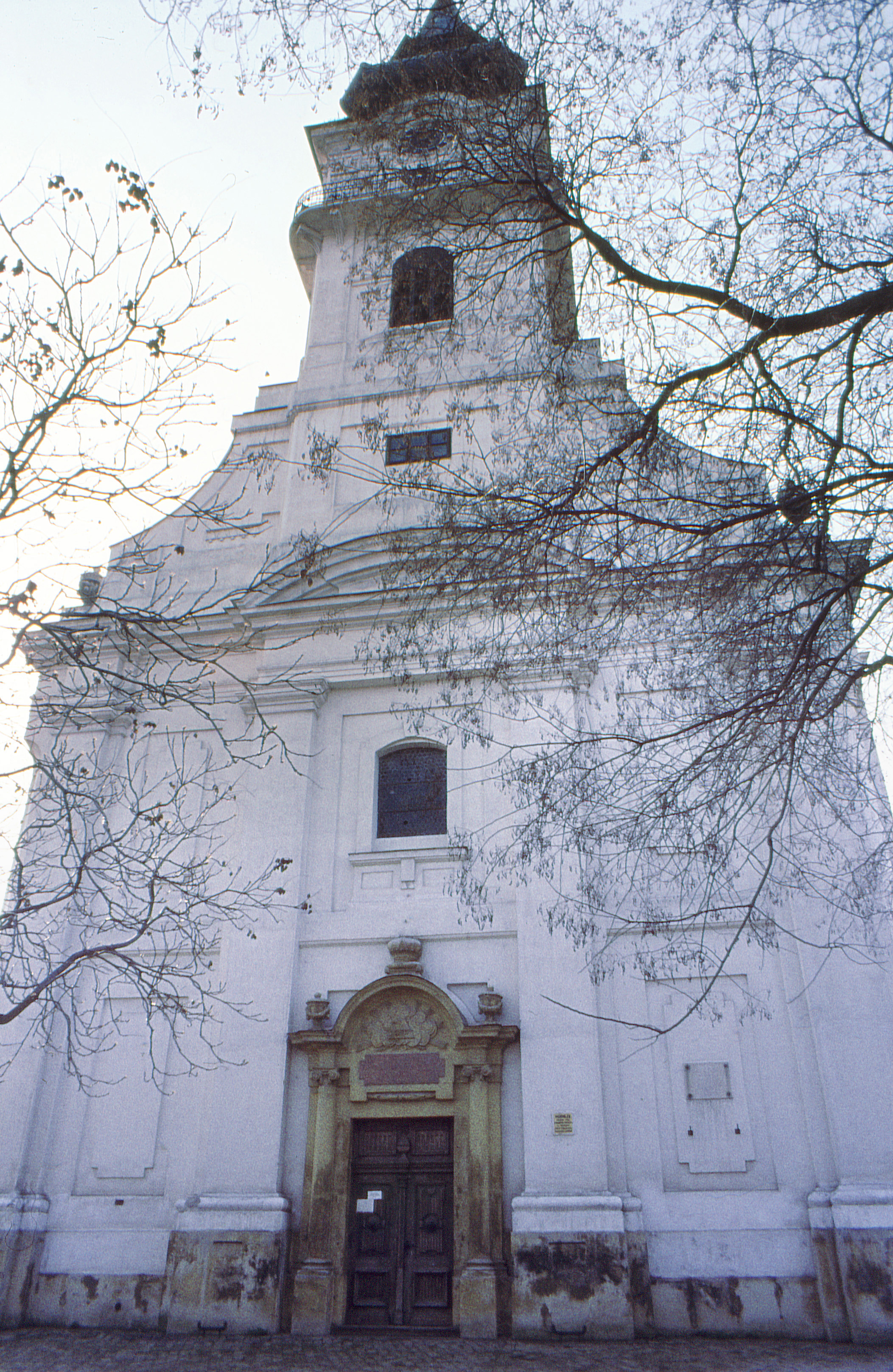
A barokk stílusú Református Újtemplom, épült 1799-ben

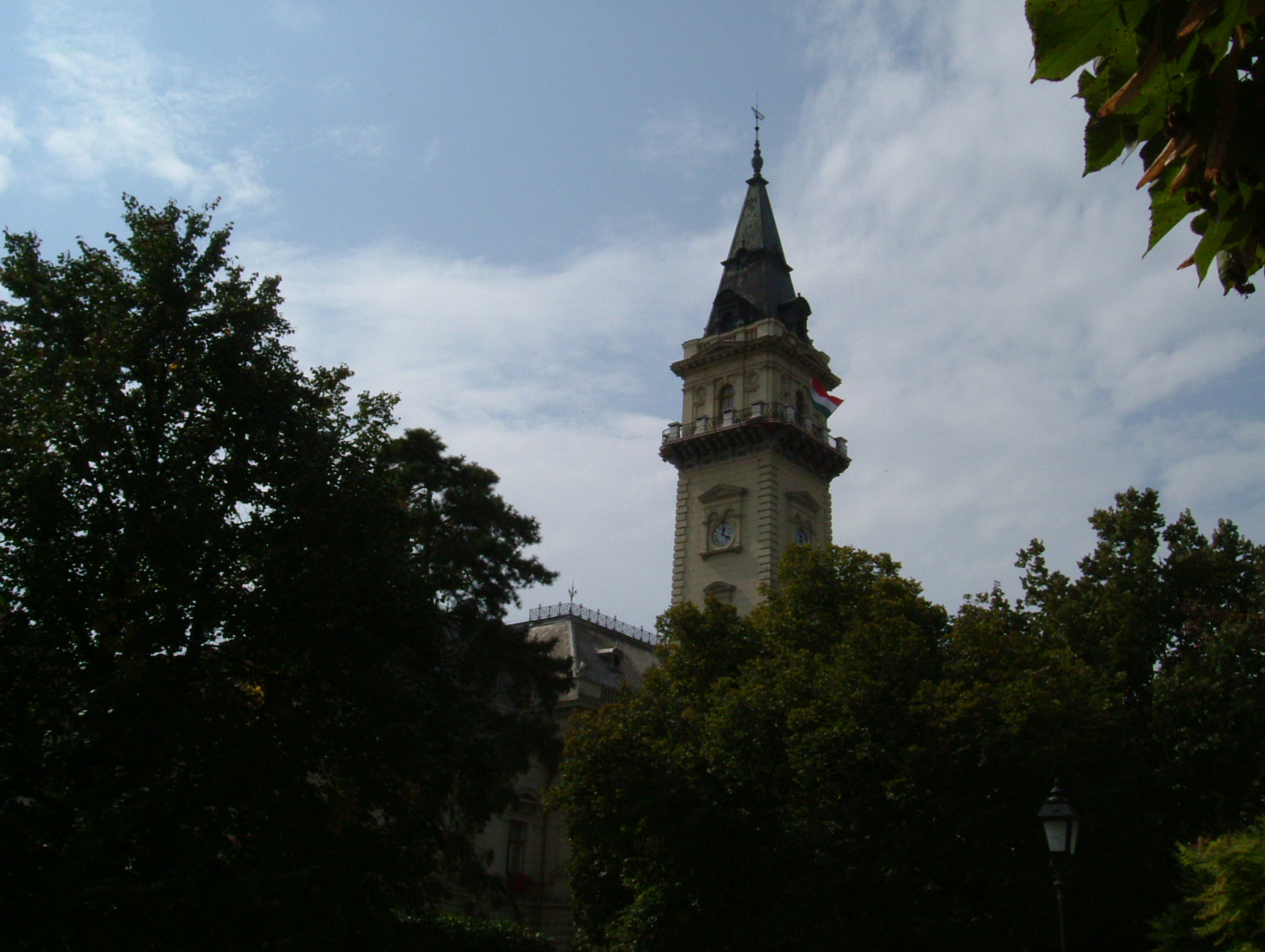
A Városháza tornya

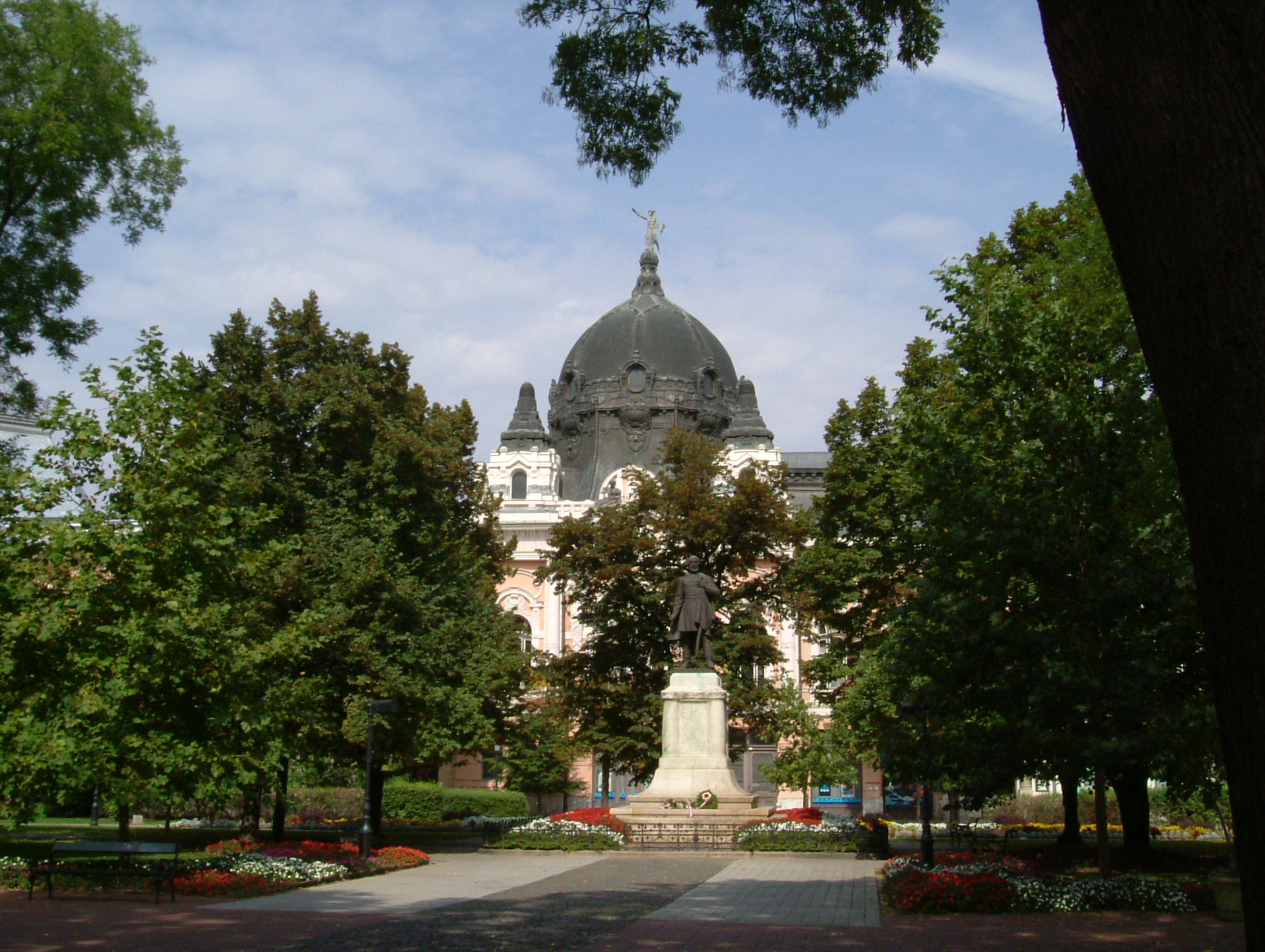
A „Nagytakarék” és a Kossuth szobor

Valamikor egyike volt az Alföld legfontosabb gazdasági és kulturális központjainak, a legsikeresebb egykori mezővárosok közé tartozott. A 20. század közepéig az ország legnépesebb városai közé tartozott: 1920-ban az ötödik, 1930-ban a tizedik helyen állt, 2010-ben már csak a huszonkettedik. 1950 és 1961 között Csongrád megye székhelye volt.

## Fekvése
A Tiszántúlon, a Dél-Alföldön, a Maros–Körös közén, a Csongrádi-síkon terül el, Szegedtől 25 kilométerre. Az országnak Budapest után második legnagyobb közigazgatási területével rendelkező városa, a dél-alföldi régió jelentős oktatási, gazdasági, kulturális és művészeti centruma.
Szomszédai: észak felől Derekegyház, északkelet felől Székkutas, kelet felől Békéssámson, délkelet felől Földeák, dél felől Óföldeák és Maroslele, délnyugat felől Algyő, nyugat felől Sándorfalva és Dóc, északnyugat felől pedig Mártély.
(Közigazgatási területe délkeleten, a békéssámsoni és a földeáki határ között érintkezik Makó északi külterületeivel, hasonló módon határos északnyugat felől Mindszent területével is, de utóbbi kettő mégsem nevezhető a város igazi szomszédjának, a lakott területeik közötti nagyobb távolság és ténylegesen szomszédos települések közbeékelődése miatt.)

## Megközelítése és közlekedése

### Közúthálózata
A város két forgalmas, régi tiszántúli közlekedési útvonal, a Kunszentmártontól idáig húzódó 45-ös főút és a Debrecen-Békéscsaba-Szeged közt vezető 47-es főút találkozásánál alakult ki. Néhány évtizeddel ezelőtt még mindkét főút  bevezetett Vásárhely belső területeire, találkozási pontjuk a mai Tóalj utca egyik belvárosi kereszteződésénél volt. Időközben azonban elkészült a 47-es út északi elkerülő félgyűrűje, azóta az attól beljebb eső, korábban főúti útszakaszok túlnyomó többségét visszaminősítették önkormányzati úttá. A kevés kivétel egyike a belváros déli széle és az északi elkerülő nyugati csatlakozási pontja közt vezető 472-es főút, valamint az északi elkerülő keleti kiágazása és a belterület keleti széle közt húzódó 4459-es út.
A környező települések közül Szentessel, Szegvár, Mindszent és  Mártély érintésével a 4521-es, Kardoskúttal a 4418-as, Békéssámsonnal és Tótkomlóssal a 4421-es, Földeákkal a 4415-ös, Maroslelével és Makóval a 4414-es, Algyő Tisza-balparti területrészeivel a 4454-es utak kötik össze (utóbbin, majd a 4413-as úton érhetők el a város felől a nagyfai büntetés-végrehajtási intézet létesítményei is). Állami közútként számozódik még 44 117-es számozással a Kútvölgy városrészt és Kútvölgy megállóhelyet kiszolgáló bekötőút, 44 121-es számozással egy külterületi útszakasz Kopáncs városrészben, és 44 122-es számozással a régi Tízöles út egy szakasza.

### Vasút
Vonattal a MÁV 130-as számú (Szolnok–Hódmezővásárhely–Makó) és a 135-ös számú (Szeged–Békéscsaba) vonalain érhető el. A két vasútvonal Hódmezővásárhelyi Népkert vasútállomás és Hódmezővásárhely vasútállomás között azonos nyomvonalon halad, az elágazást követően bizonyos békéscsabai vonatok megállnak Kútvölgy állomáson is.
2021. november 29-én indult el Szeged és Hódmezővásárhely között a tram-train, ami a városban villamosként közlekedik. Ezzel Hódmezővásárhely Magyarország ötödik városa amely villamossal rendelkezik.

### Közúti közösségi közlekedés
Autóbusszal több irányból is megközelíthető, de a város buszpályaudvarára több távolsági és expressz buszjárat nem tér be. A megyeszékhelyre egy átlagos tanítási napon közel 100 busz indul, igaz ezek jelentős része a várost érintő távolsági, vagy megyén belüli (pl. Szeged-Szentes) városközi járat. Speciális menetrend és díjszabás szerint közlekedik a Szegedre óránként induló expresszbusz, amely a vasútállomásról indul.
Szegeden kívül gyakran közlekedik autóbusz Makóra és Szentesre, mindkét városba két útirányon át. Maroslele és Földeák felé Makóra, míg Szentesre Barattyos, illetve Mindszent felé lehet eljutni. Budapestre is közlekedik naponta hat autóbuszjárat. Ezen fontosabb úti célokon kívül persze a környező településekre (Orosháza, Székkutas) is közlekedik autóbusz, és a várost érintő több távolsági járat az ország különböző régióiba biztosít utazási lehetőséget.
Hódmezővásárhelyen helyi autóbusz közlekedés is van, igaz, a város szerkezetéből adódóan a járatok kevéssé kihasználtak. Egy a város és a Volánbusz Zrt. közötti jogvitából adódóan jelenleg (2022) a városban két buszos szolgáltató végez menetrend szerinti személyszállítást. Egyrészt a DAKK jogutódjaként a Volánbusz Zrt. 9 vonalon, és a Joványbusz kft. 5 vonalon közlekedtet buszokat. A Volánbusz Zrt. által közlekedtetett járatok díjkötelesek, míg a Joványbusz kft. buszain a hódmezővásárhelyi lakosok egy városkártya megvásárlása után díjmentesen vehetik igénybe a szolgáltatást.

## Nevének eredete
A mai település elődje a 14. században alakult ki két Árpád-kori falu, Hód és Vásárhely összeolvadásával. Hód neve valószínűleg a hód állatnévvel azonos, a Hód-tava neve latinos formában a 13. századból ismert és ma is őrzi egy városrész és a Hód-tavi-csatorna. A Vásárhely név vásártartási joggal bíró települést jelent. A mezővárosi jelleget hangsúlyozó "mező" névelem később toldódott be a Hódvásárhely névbe.
Horvátul a településnek két neve létezik: a tompaiak által használt Vašrelj, és a bácsalmásiak által használt Vašarelj.

## Története
A város a 15. században jött létre a korábbi Hód, Vásárhely, Ábrány és Tarján községek egybeépüléséből.

### Hód
Hód és névváltozatai országszerte előfordultak településnévként. Az itteni Hód a modern kori Újváros helyén terült el. Határa elég nagy lehetett, mert egész a makai (makói) földekig terjedt. Makó falvában is volt egy út, vagy utca, melyet köznyelven »Hód-utha«-nak neveztek. Annyi bizonyos, hogy Vásárhely falut később róla nevezték Hód-Vásárhelynek. Már 1396-ban »Holduusarhel« néven fordul elő a neve, majd 1458-ban »Hodwasarhely« néven.

### Vásárhely
Vásárhely település a 14. században Warashel, Wasarhel, Wasrahel és hasonló neveken említtetik. Vásárhelynek — mai értelemben vásár-térnek — nevezték eredetileg, még mielőtt község lett volna, e területet azért, mert azt a környék népe vásárok tartására használta. E nevet a terület azután is megtartotta, hogy ott községet alakítottak. A Hód előnevet a közvetlen mellette létezett, s vele később összeolvadt Hód falutól vette, melyről már fentebb volt szó. Majd Vásárhelybe olvadt bele még a mohácsi vész előtt Tarján.

### Tarján
Tarján eredetileg egy kazár nemzetség neve, melyet a honfoglaló ősök és ezek utódai közt is többen viseltek. Ezért országszerte számos helységet is neveztek el róla.  
Beleolvadt Vásárhelybe, melynek századokon át egyik utcáját, majd a 17. századtól egyik részét képezte.

### Ábrány
Az Ábrány, másképp Ábrahám névről országszerte több falut neveztek el, mert ezek alapítója, vagy első földesura e nevet viselte. Az 1446-i oklevél az ide való helynevek társaságában említi, s azt mondja róla, hogy e falu is Hód és Vásárhely települések tartozékát képezte. Amikor e helyek Hunyadi János birtokába mentek át, akkor Ábrány önállóan már nem létezett, mert a Hunyadi 1456-i birtoklevelében róla már nincs említés. Abból, hogy Vásárhely és Tarján közt sorolják fel, félig-meddig azt lehet lehet gyanítani, hogy helye a mostani városi terület valamelyik részére eshetett.

### Középkor
Zsigmond király Hunyadi Jánost tette meg a vidék földesurává, a törökök feletti diadalának elismeréséül. Hunyadi János kastélyt is építtetett itt, amely valószínűleg ott állt a kasznárlak helyén. Ebben az időben a települést Hód-vásárhelynek hívták. A 15. század elején már több oklevél oppidumként (is) említi, s Hunyadi János 1455-ben Hódvásárhely bírájához és esküdtjeihez intézett levele a település mezővárosi közigazgatási szervezetének meglétét bizonyítja.

### Török kor
A 16. században Vásárhely, Wasarhely és névváltozatain említik. A mohácsi vész után a török János királynak hagyta az országot, aki a Tiszántúlt is haláláig (1540) tulajdonolta, habár a vidék várai (Szeged, Gyula, Pankota, Temesvár) és a földesurak egy része Ferdinánd pártján álltak. A megyék, Csanád, Csongrád, nem csatlakoztak hosszabb időre egyik királyhoz sem. 1540-től azonban Ferdinánd elkezdte a területen a felségjog gyakorlását, s a gyulai vár parancsnoksága útján gyakorolta itt a végrehajtást, szedette a királyi tizedet és az adót.
1552-ben Gyula elesett, s a törökök elfoglalták egész Csongrád vármegyét is. A csanádi szandzsák kezdetben három náhije-ből (közigazgatási kerület) állt: a vásárhelyi, csanádi és fellaki náhijekből, melyek jobbára romban hevertek. 1557-ben a vásárhelyihez Csanád vármegye községeinek egy része, s az egész Csongrád vármegye tartozott, a nagy területen összesen 240 házzal. Később módosították a beosztást, s Vásárhelyt a szegedi szandzsákhoz (budai vilajet) kapcsolták. Az 1566. év táján Gyulavár egész környéke Békés- és Csongrád-vármegyékkel együtt az aradi szandzsákba olvasztatott bele, s ott is maradt 1595-ig, mikor Arad ismét magyar kézre jutott.
A környező falvak 80%-a már a 16. században elpusztult. 1566-ban pusztult el véglegesen Fecskés, Földvár, Solt és Szőlős, 1596-ban Batida,  Csomorkány, Férged, Gorzsa, Körtvélyes, Mágocs, Pereskutas, Rárós, Rétkopáncs, Sámson, Tótkutas és Újváros. Az elpusztult falvak lakosságának jelentős része Vásárhelyen keresett menedéket, a város pedig adófizetés fejében viszonylagos nyugalmat és jólétet élvezett.
Halil bég 1566-ban Vásárhely településének adta ki bérbe a környező területet és pusztákat. Majd 1570-ben Haszán bin Ahmed szolnoki török birtokos szerezte meg ezt a bérleti jogot.
A 16. századi török adóösszeírások alapján Vásárhelyen:
- 1557-ben 135,
- 1560-ban 176,
- 1570-ben 311
- 1578-ban 282 ház után vetettek ki az adót.

A 17. században az erdélyi fejedelmek is ki akarták terjeszteni befolyásukat erre a területre is és adományleveleket adtak végvári vitézeknek. Megszaporodtak az olyan esetek, amikor fegyverrel kényszerítették a lakosokat adófizetésre.
| Városrészek | 1560 | 1570 | 20-21. századi utca (hozzávetőlegesen) |
| ----------- | ---- | ---- | -------------------------------------- |
| Hód         | x    | x    | Bajcsy Zsilinszky u. és környéke       |
| Félszer     | x    | x    | Árpád u. és környéke                   |
| Kanizsa     | x    | x    | Deák Ferenc és Petőfi u. és környékük  |
| Kazsó       | x    |      | ?                                      |
| Nagy        | x    | x    | Andrássy út                            |
| Szt. György | x    |      | ?                                      |
| Tarján      |      | x    | Zrínyi u.                              |
| Új          | x    |      | Klauzál u. és környéke                 |
| Vásárhely   |      | x    | Szántó Kovács u. eleje                 |

A lakosok a 17. században folyamatosan bővítették határukat. Az új földesurak többnyire évi bérért átadták birtokaikat használatra. Az 1670-es években zálogban megszerezték Batidát, Csomorkányt, Férgedet, Fecskést, Körtvélyest, Mártélyt, Orosházát, Veresegyházát. 
A török kiűzése idején a lakosok már Csorvás, Dombegyház, Kovácsháza, Mezőhegyes, Szentetornya pusztáit is használták.
1690-ben Thököly katonái sarcolták a várost, majd elhajtották a lakosság szarvasmarháit.
1693-ban tatár-török csapatok özönlötték el Magyarország déli részét, amelynek áldozatul esett a város is; a lakosság elmenekült és az elpusztult város csak hat évvel később épült újra.

### A török után, 18. század
1699-ben a városba visszatelepülő lakosok egy része Szabadszállásról tért vissza. Az 1701-es összeírás a városban már 163 háztartásfőt jegyzett fel. A 163 összeírt háztartásfő közül 141 fő Vásárhelyen született. Az ekkor összeírtak a török hódoltság idején itt élő háztartásfőknek nagyjából a felét tették ki; és elsősorban azok tértek vissza, akiknek sikerült az állatállományuk egy részét átmenteniük.
A Rákóczi-szabadságharc után a város a Károlyi család birtokába került. A többnyire kálvinista lakosú város a Károlyiak alatt viszonylagos vallásszabadságot élvezett, és a jobbágyok főleg állattenyésztésből éltek. Az állatok értékesítése azonban sokszor nehézségbe ütközött. A század közepén néhány jobbágy a juhait Vácig hajtotta eladni, de az eladásuk még így sem sikerült.
Leírás a településről a 18. század végén: „Hóld Mező Vásárhely: Elegyes Mezőváros Csongrád Várm. földes Ura Gr. Károlyi Uraság, lakosai katolikusok, reformátusok, kevés evangelikusok, és görögök, fekszik Maros vize mellett, Szegedhez 3, Mindszenthez egy mértföldnyire; határja 2 nyomásbéli, elég jó, és hasznos, hóld forma tava van, nádat termő rétekkel bővelkedik, erdeje nints, szőleji nagyok, de alávaló borokat teremnek, mellyeket egygy esztendőnél tovább nem lehet tartani; e’ Városnak határja 13 pusztákból áll, bővelkedik minden rendbéli marhákkal, mellyeket a’ kereskedőknek szoktak eladni; piatzok Szegeden, N. Kőrösön, Ketskeméten, és Pesten; van szárnyas vadállattya is sokféle; áradások idején járhatatlan lévén úttya Szegedre, egész Győig (Algyő) jó rendben tartyák azt.” (Vályi András: Magyar országnak leírása 3. kötet: Vásárhely, 1796–1799)

### 19. század
A kiépítetlen utak miatt a város fejlődése szempontjából kiemelkedő jelentőségű volt a vasúti hálózatba történő bekapcsolódás. 1870-ben készült el Békéscsaba, Szeged és azon keresztül Szabadka felé a vasúti kapcsolat.
1873-ban törvényhatósági jogú város lett. Ebben az időben indult igazán fejlődésnek.
A lakosságának túlnyomó része mezőgazdasággal foglalkozott, az iparvállalatok közül a legfontosabbak a gőzmalmok voltak. 1874-ben hét gőzmalom őrölt már a városban. A legrégibb a Bauer Jakab és fiai által 1866-ban alapított gőzmalomtelepe, gőzfürdő-vállalattal egybekötve. Ez és a Tóth Ferenc-féle vállalkozás kivitelre is dolgoztak. Ezeken túl volt két gőzfűrésztelep gőzmalommal egybekötve.
A város határában található agyag alkalmat adott elsőrangú tégla és fedőcserép gyártására; magának a városnak körkemencére és szénfűtésre berendezett téglagyára a közúti burkolat számára gyártott alkalmas anyagot; szintén kör-kemencére és szénfűtésre volt berendezve három magán téglagyár is.
1890-ben az ország negyedik legnépesebb városa volt. A gazdasági fejlődés azonban nagyfokú egyenlőtlenséggel járt együtt, ami az egész országra jellemző volt, ám az ún. Viharsarokban még komolyabb gondokat okozott. Míg az ipari munkások körében elsősorban a magas munkanélküliség okozott feszültséget,  a nagyszámú mezőgazdasági alkalmazott az alacsony napszámok, a rossz ellátmány (kommenció) és hasonlók miatt elégedetlenkedett. A nemzetközi munkásmozgalom hatására egyre több városban tartottak május 1-i felvonulásokat, melyek általában összetűzésekhez vezettek. Így volt ez Hódmezővásárhelyen is, ahol 1894-ben Szántó Kovács János agrárszocialista aktivista bebörtönzése és az olvasókör könyveinek elkobzása miatt zendülés tört ki. A városházát megostromló szegényeket végül a csendőrség tehetetlensége miatt a városban állomásozó huszárok verték le.

### 20. század

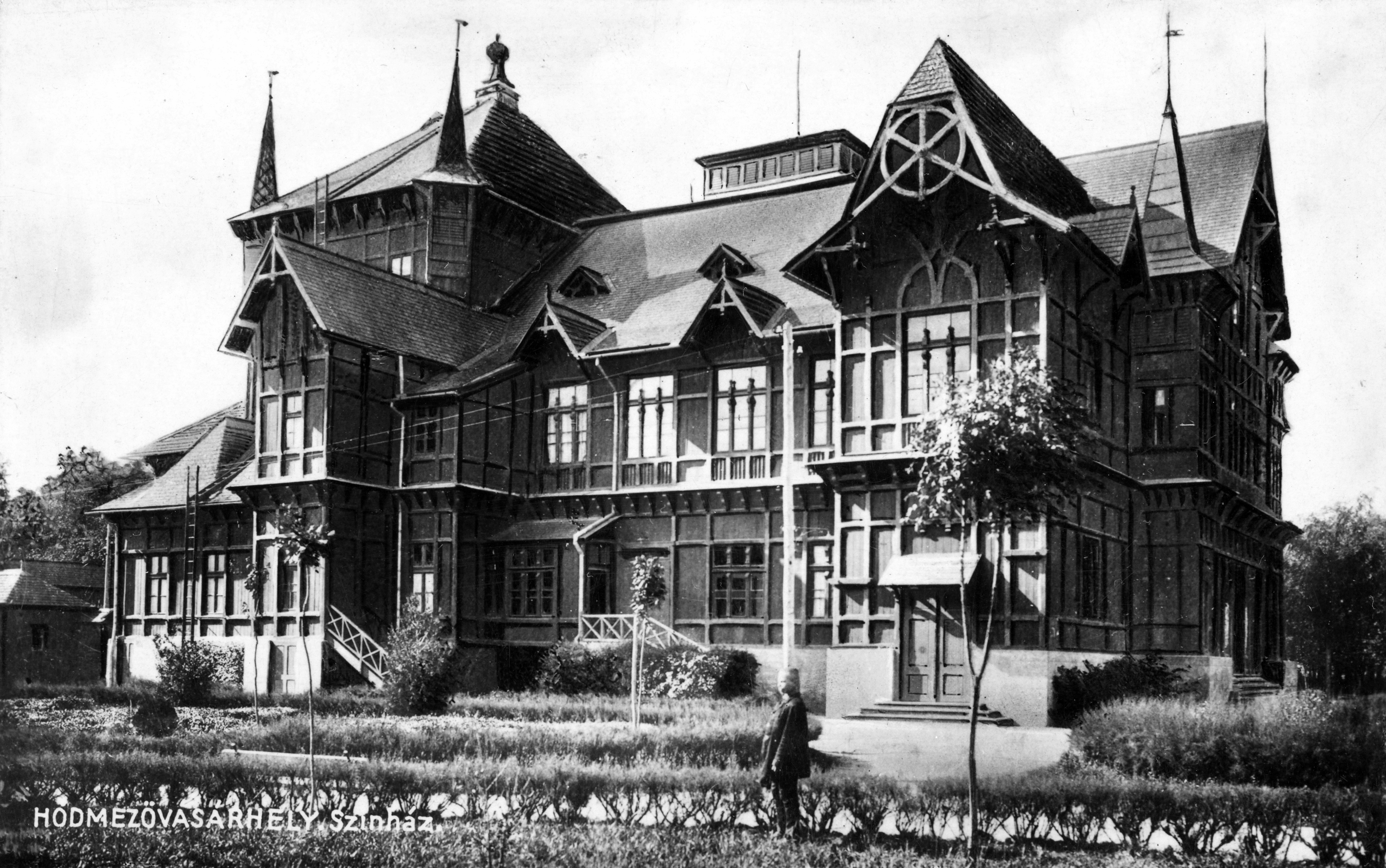
Nyári Színház (1928)

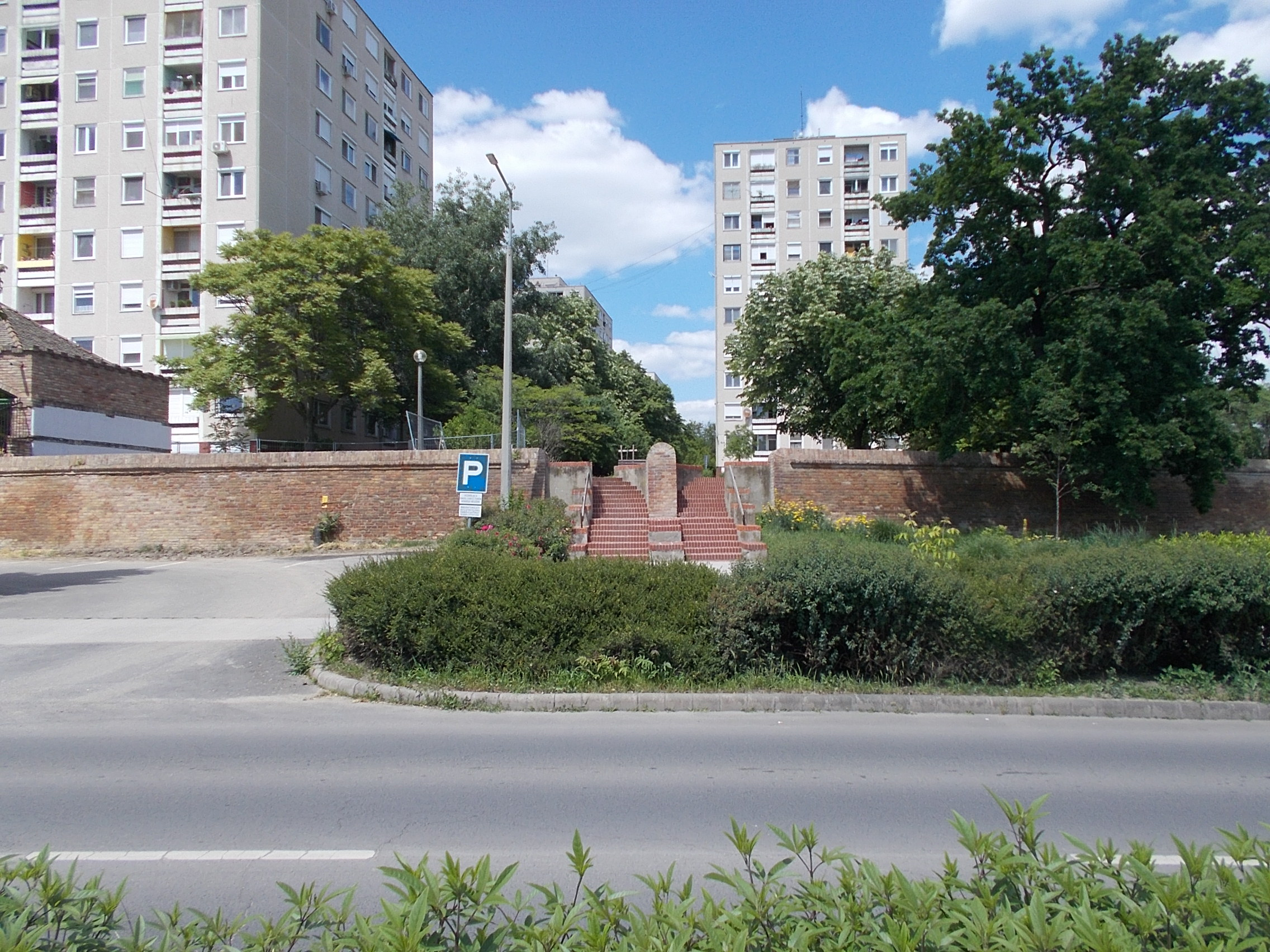
Az 1880-ra megépült, árvízvédelmi fallal megerősített körtöltés a lakótelep mellett

Az első világháborút követően a város előbb francia, majd román megszállás alá került. Hódmezővásárhely román megszállása alatt a város nagy károkat szenvedett.
Először Bródy Sándor nevezte Hódmezővásárhelyt Paraszt Párizsnak 1909-ben, degradáló jelleggel. Ady Endre azonban szembeszállt Bródyval, a korábban sértő elnevezés pozitív tartalmat kapott, utalva a város jelentős irodalmi életére.
A két világháború között a város jelentős területe és népessége ellenére még mindig falusias volt, a belvárost akácfákkal szegélyezett földes utcák vették körül, a város szélén pedig kis proletár házak sorakoztak, nagy gondot jelentett a munkanélküliség, már a századfordulótól folyamatos volt az elvándorlás, ami a város népességének csökkenését okozta.
A második világháborúig a város mezőgazdasági jellegű maradt, utána azonban az ipar is egyre jelentősebb szerephez jutott.
A holokauszt idején Hódmezővásárhely az ország egyetlen olyan városa volt, ahol a kormányzati utasítás ellenére sem hozott létre gettót a városi hatóság.
1950-től 1961-ig Csongrád vármegye székhelye volt.
1997-ben a magyar városok közül elsőként Hódmezővásárhely kapta meg az Európa-díj Becsületzászlaját.

### 21. század
2006 júliusában az Emlékpont megnyitotta kapuit.
2009-ben Hódmezővásárhely Az év települése lett. Szintén még ebben az évben Hódmezővásárhely Megyei Jogú Város honlapja "Az Év Honlapja" címét nyerte el.
2010. június 19-én a város Magyar Örökség díjat kapott.
A város a környező településekkel (Mártély, Mindszent, Szegvár, Székkutas) létrehozta a „Vásárhely és Térsége Területfejlesztési Önkormányzati Társulást”, mely elsősorban a települések idegenforgalmi kínálatának fejlesztését célozza.

## Városrészei

Hódmezővásárhely városrészei

- Béke-telep
- Belváros
- Csúcs
- Hód-tó
- Kertváros
- Kincses-telep
- Kishomok
- Tabán
- Tarján
- Susán
- Újváros

## Népesség
Hódmezővásárhely lakónépessége 2011. január 1-jén 46 047 fő volt, ami Csongrád vármegye össznépességének 11%-át tette ki. A város Csongrád vármegye tizenkettedik legsűrűbben lakott települése, abban az évben az egy km²-en lakók száma, átlagosan 94,4 fő volt. A népesség korösszetétele kedvezőtlen. A 2011-es év elején a 19 évesnél fiatalabbak népességen belüli súlya 20%, a 60 éven felülieké 24% volt. A nemek aránya kedvezőtlen, ugyanis ezer férfira 1085 nő jut. 2017-ben a férfiaknál 72,9, a nőknél 79 év volt a születéskor várható átlagos élettartam. A népszámlálás adatai alapján a város lakónépességének 3%-a, mintegy 1292 személy vallotta magát valamely kisebbséghez tartozónak. Közülük német, cigány és szerb nemzetiséginek vallották magukat a legtöbben.
A 19. század utolsó harmadától Hódmezővásárhely lakosságszáma egyenletesen növekedett, egészen 1910-ig, az ezt követő időszakban egészen 1980-ig gyakorlatilag a város népessége stagnált. A legtöbben 1980-ban éltek a városban, 54 505-en, azóta egészen napjainkig csökken a város népessége, ma már kevesebben laknak Hódmezővásárhelyen, mint 1880-ban. A város régóta lakott település, sőt, valamikor az ország egyik legnépesebb városa volt. A folyamatos csökkenés egyik legfőbb oka a térségben jellemző szerény népszaporulat, illetve kisebb részben a külterületi lakott helyek önálló településsé válása. Ilyenek voltak: Mártély, Kardoskút és Székkutas.

### Etnikai összetétel
A 2001-es népszámlálás adatok szerint a város lakossága 49 382 fő volt, ebből a válaszadók száma 47 043 fő volt, 46 353 fő magyarnak, míg 340 fő cigánynak vallotta magát, azonban meg kell jegyezni, hogy a magyarországi cigányok (romák) aránya a népszámlálásokban szereplőnél lényegesen magasabb. 122 fő német, 47 fő szlovák, 37 fő szerb és 36 fő román etnikumnak vallotta magát.
A 2011-es népszámlálás adatok szerint a város lakossága 46 047 fő volt, ebből a válaszadók száma 40 808 fő volt, 39 516 fő magyarnak vallotta magát. Az adatokból az derül ki, hogy a magukat magyarnak vallók száma jelentősen csökkent tíz év alatt, ennek fő oka, hogy többen nem válaszoltak. Az elmúlt tíz év alatt a nemzetiségiek közül jelentősebben a cigányok (449 fő) száma nőtt Hódmezővásárhelyen. A német (230 fő), szerb (75 fő), román (66 fő) nemzetiségűek száma megkétszereződött. A magukat szlovákoknak vallók száma (42 fő) kismértékben csökkent az elmúlt tíz év alatt.

### Vallási összetétel
A 2011-es népszámlálási adatok szerint a magukat vallási közösséghez tartozónak valló helyiek túlnyomó többsége (51,4%) római katolikusnak tartotta magát. Emellett jelentős egyház volt a városban még a református közösség is (39,8%).
A népszámlálás alapján a kisebb, jelentősebb egyházak közé tartozott evangélikus közösség (1,8%) és a gyors növekedést felmutató pünkösdi-karizmatikus felekezetek.

## Közélete
2018 óta a polgármester Márki-Zay Péter.

### A 2024-es önkormányzati választás eredménye
- A polgármester-választás eredménye[40]

| Jelölt neve         | Jelölő szervezet(ek) | Jelölő szervezet(ek)   | Szavazatok száma | Szavazatok aránya |
| ------------------- | -------------------- | ---------------------- | ---------------- | ----------------- |
| Dr. Márki-Zay Péter |                      | Mindenki Magyarországa | 12 505           | 55,11%            |
| Dr. Grezsa István   |                      | Fidesz – KDNP          | 8658             | 38,15%            |
| Dr. Kovács Pál      |                      | Független              | 866              | 3,83%             |
| Balog Norbert       |                      | Mi Hazánk              | 664              | 2,93%             |
| Összesen            |                      |                        | 22 693           | 100%              |

- A képviselőtestület-választás eredménye[41]

| Párt | Párt                   | Mandátumok | Képviselő-testület | Képviselő-testület | Képviselő-testület | Képviselő-testület | Képviselő-testület | Képviselő-testület | Képviselő-testület | Képviselő-testület | Képviselő-testület | Képviselő-testület | Képviselő-testület |
| ---- | ---------------------- | ---------- | ------------------ | ------------------ | ------------------ | ------------------ | ------------------ | ------------------ | ------------------ | ------------------ | ------------------ | ------------------ | ------------------ |
|      | Mindenki Magyarországa | 11         | P                  |                    |                    |                    |                    |                    |                    |                    |                    |                    |                    |
|      | Fidesz – KDNP          | 4          |                    |                    |                    |                    |                    |                    |                    |                    |                    |                    |                    |

## Látnivalók

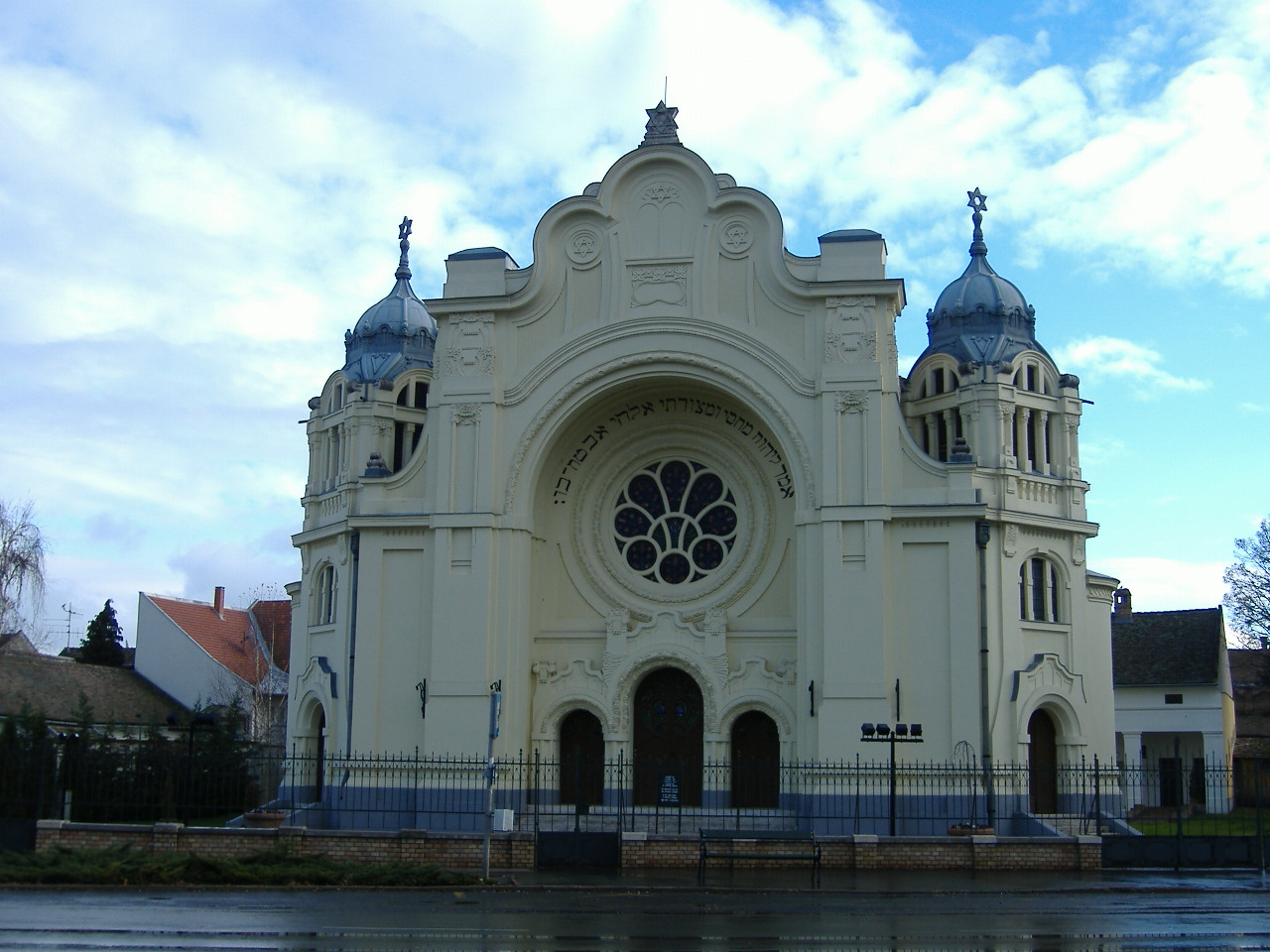
A hm.vásárhelyi zsinagóga

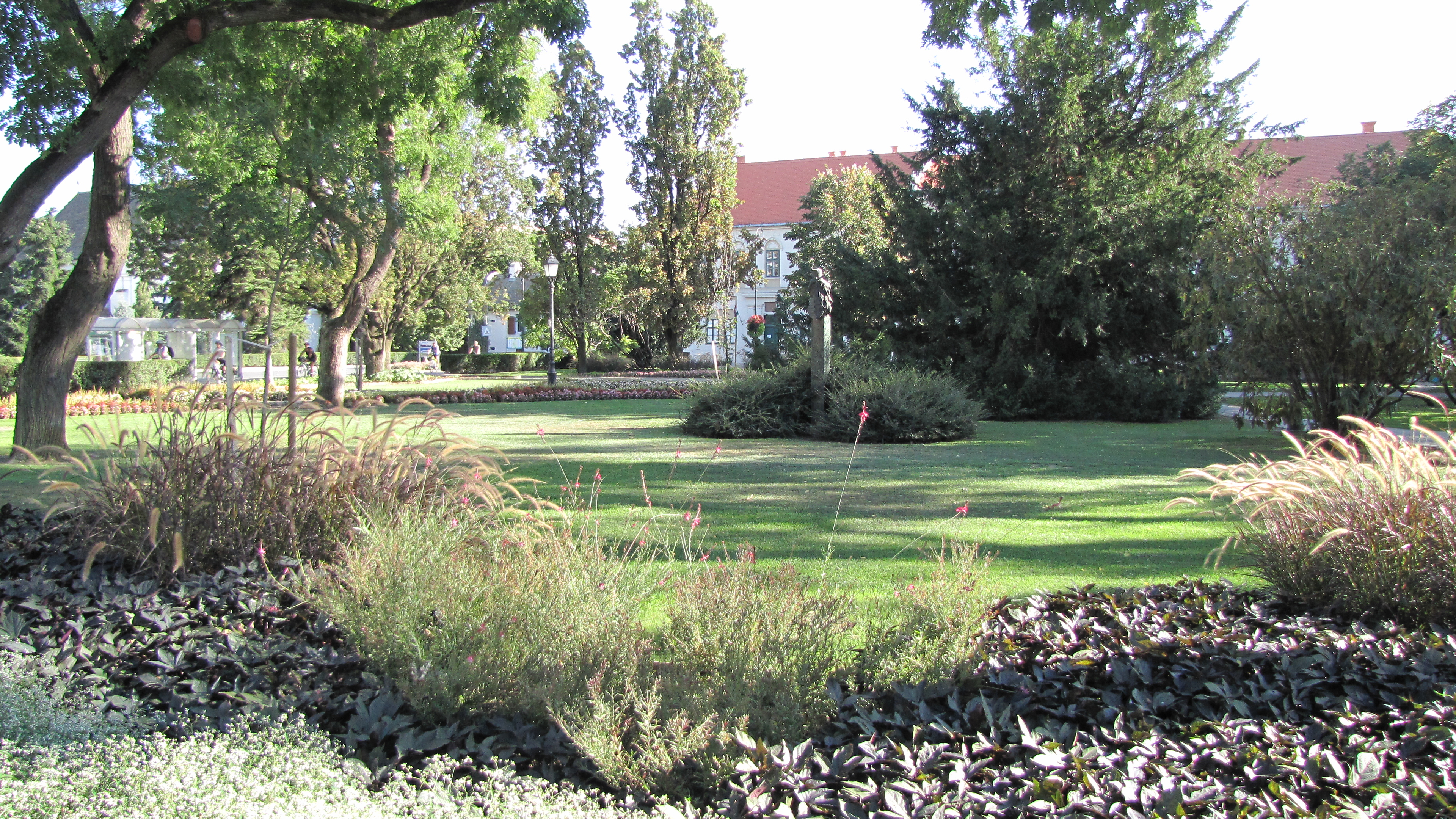
A Kossuth tér

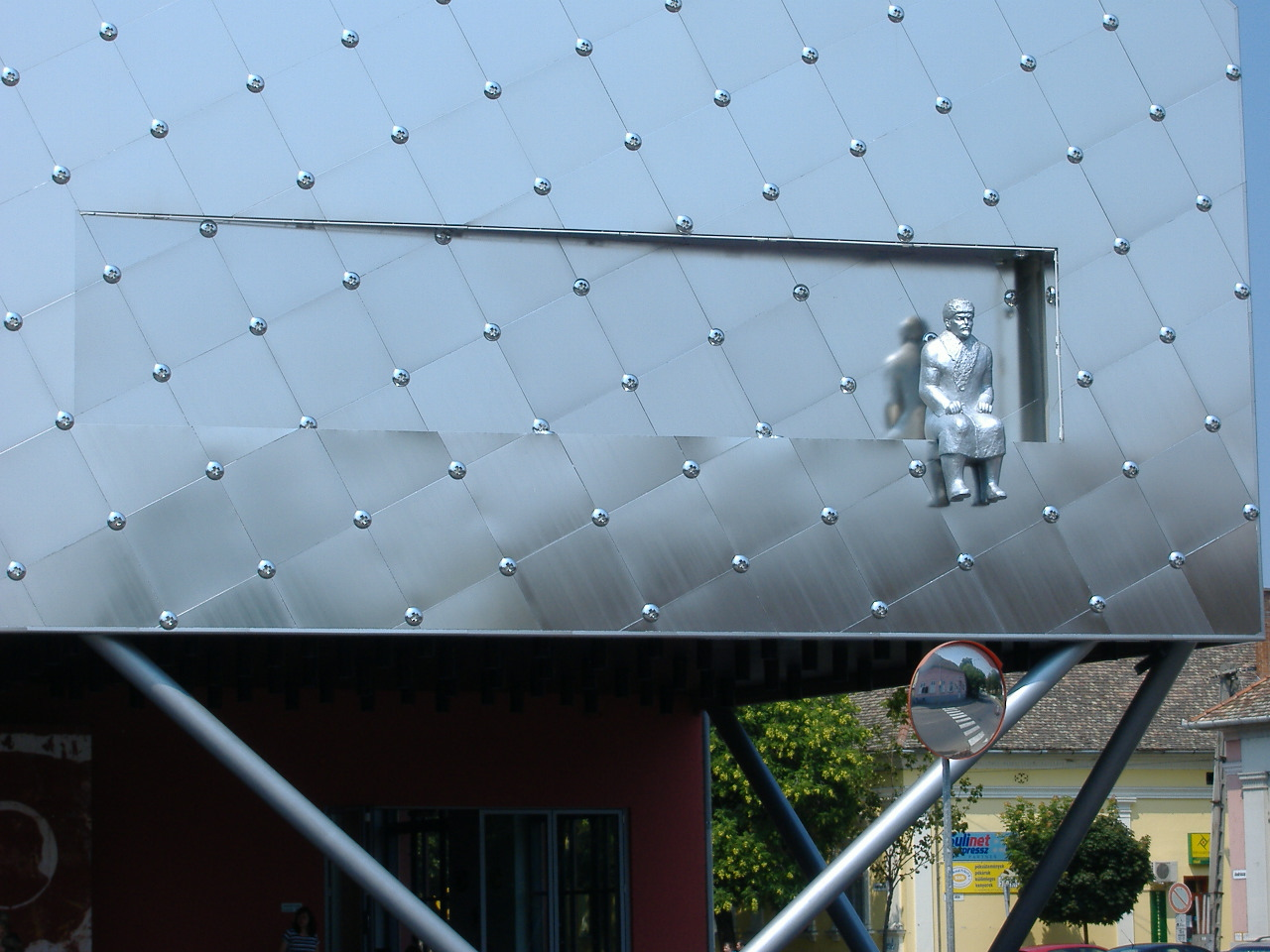
Részlet az Emlékpont homlokzatáról

- Városháza (romantikus stílusban Ybl Miklós tervezte)
- Fekete Sas szálló
- Károlyi-ház (kúria)
- Agrármúzeum
- Bakay-kút (az Alföld első artézi kútja)
- Nagy András János kút a Kálvin János téren
- Császtvay-kút
- Tornyai János Múzeum
  - Kiss Lajos emlékszoba
- Alföldi Galéria
- Németh László emlékszoba
- Csúcsi fazekasház
- Emlékpont
- Művésztelep
- Református újtemplom (barokk stílusú)
- Csomorkányi templomrom (13–14. század)
- Papi-féle szélmalom
- Zsinagóga
- Szentháromság templom
- Szent István templom
- Mártélyi holt-Tisza (üdülőhely)
  - Címeres Emlékpark
  - Mártélyi Tájvédelmi Körzet
  - Iskolamúzeum
- Árvédelmi fal (Kőfal)
- Bibó Lajos emléktáblája
- Szent István-szobor[42]Részlet az Emlékpont homlokzatáról

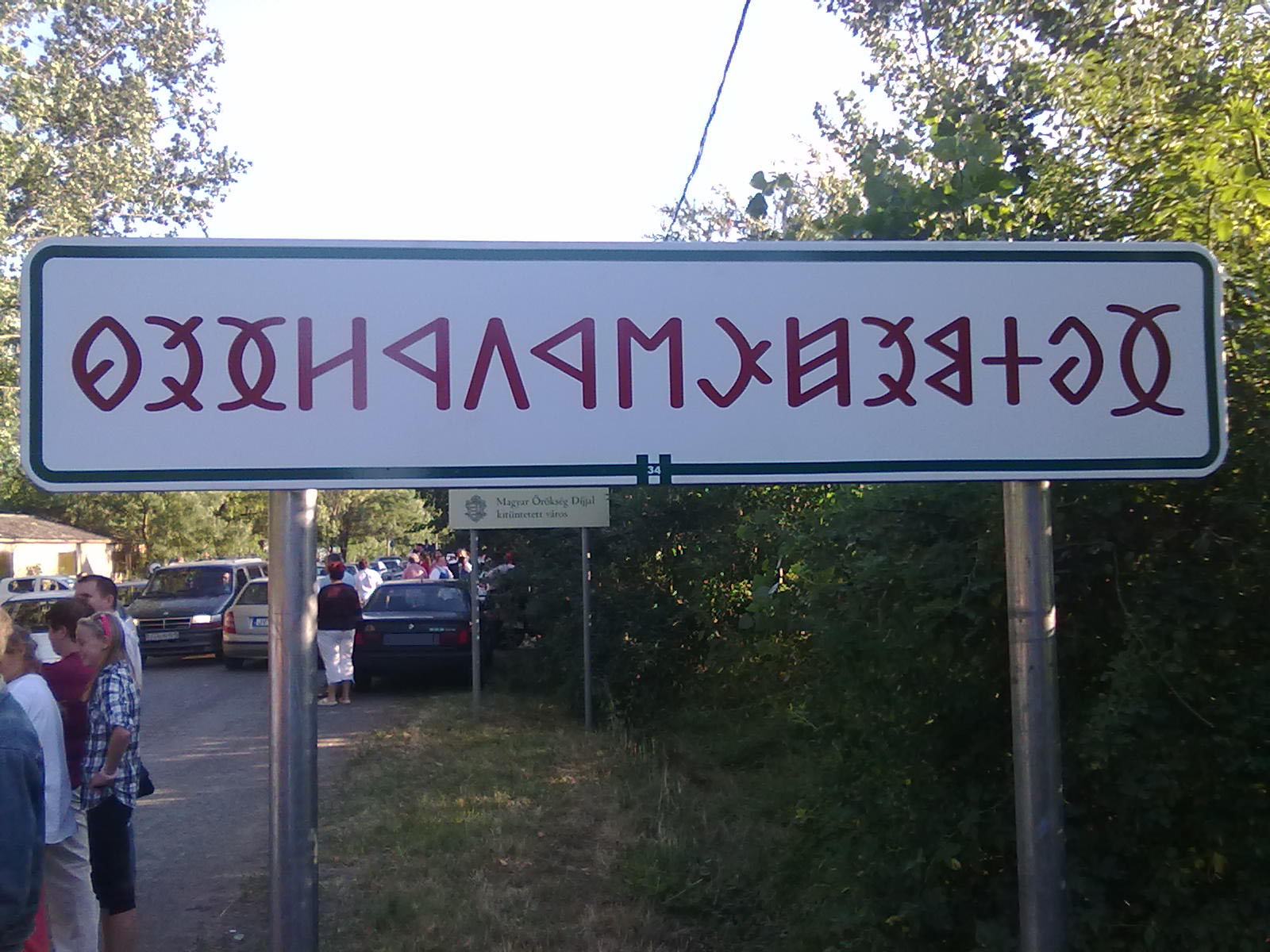
Rovásos helynévtábla 'Hódmezővásárhely', 2011.

## Oktatás

### Felsőoktatás

#### Szegedi TudományegyetemMezőgazdasági Kar
- mezőgazdasági mérnöki
- vadgazda mérnöki

### Felsőfokú szakképzések
- baromfitenyésztő és baromfitermék-előállító technológus
- gyógynövény- és fűszernövény-termesztő és -feldolgozó
- ménesgazda
- ökológiai gazdálkodó
- sertéstenyésztő és sertéstermék-előállító technológus
- vadgazdálkodási technológus

#### Budapesti Metropolitan EgyetemHeller Farkas Turisztikai és Gazdasági Kar
- kereskedelem és marketing
- turizmus-vendéglátás

#### Felsőfokú szakképzések
- idegenforgalmi szakmenedzser
- reklámszervező szakmenedzser
- vendéglátó szakmenedzser

#### Kommunikációs és Művészeti Kar
- fotográfia
- kézműves

#### Gábor Dénes Főiskola
- konzultációs központ

## Turizmus
A hódmezővásárhelyi Strand, Termálfürdő és Sportuszodában tíz medence – három fedett és hét nyitott – van.
2012. szeptember elsején átadott új belváros részét alkotó Tornyai János Múzeum bővített és nemzetközi színvonalra korszerűsített múzeum.
Kulturálódni vágyókat pedig a Bessenyei Ferenc Művelődési Központ várja.

## Híres hódmezővásárhelyiek
- Almási István, KDNP-s politikus, 2012 és 2017 között a város polgármestere (*1944, Elek – †2017, Hódmezővásárhely)
- Antal Imre, zongoraművész, televíziós személyiség, színész, humorista
- Balassa József, született Grünbaum József magyar író, újságíró, műfordító.
- Bessenyei Emma színésznő
- Bessenyei Ferenc, kétszeres Kossuth-díjas színész, a Nemzet Színésze
- Bibó Lajos író
- Borbás Erika színésznő
- Borsodi Ferenc festőművész, grafikus, restaurátor, 1956-ban Ausztriába menekült (*1937, Hódmezővásárhely – †2000, Bécs)
- Czutor Béla cigányprímás
- Endre Béla festő (itt volt diák)
- Eifert János magyar néptáncos, fotográfus, fotóművész, fotóriporter és aktfotós
- Erős Pál színművész, rendező
- Ferrari Violetta színművésznő
- Fodor József festőművész
- Itt halt meg 1909-ben Futó Mihály pedagógiai író
- Gombos Katalin színművész, érdemes művész, Sinkovits Imre, a Nemzet Színésze özvegye
- Itt halt meg Grezsa Ferenc irodalomtörténész, kritikus, szerkesztő, a Bethlen Gábor Református Gimnázium egykori igazgatója
- Grószpéter Attila sakkmester
- Gyulai József félvezető-fizikus
- Gyuricza József kétszeres világbajnok vívó, edző
- Hajnal Imre pedagógus, matematikus
- Harmatta János klasszika-filológus
- Hegedűs Endre zongoraművész, zenepedagógus
- Hézső Ferenc festőművész, tanár
- Huszár Lajos zeneszerző, karnagy
- Ilosfalvy Róbert operaénekes
- Imre Lajos neveléstudós
- István Attila pedagógus
- Judik Etel színésznő, Karinthy Frigyes első felesége
- Juhász Katalin olimpiai bajnok tőrvívó
- Kallós Ede magyar szobrászművész
- Kárász József író [43]
- Itt született és itt halt meg Kenéz Ernő operaénekes
- Kenéz Heka Etelka írónő, költőnő, énekesnő, Hódmezővásárhely mecénása
- Kiss Lajos néprajztudós
- Kohán György festő
- Kovács Ferenc (1823–1895) politikus, az MTA tagja, Hódmezővásárhely korabeli közéletének jeles alakja
- Itt született Köves Pál statisztikus, egyetemi tanár, MTA doktora
- Labancz Borbála Jászai Mari-díjas magyar színésznő, a Pécsi Nemzeti Színház örökös tagja
- Lányi Lala énekes, a Kozmix frontembere
- Lázár János politikus, a város polgármestere (2002–2012), a miniszterelnökséget vezető miniszter (2012–2018)
- Lénárt János ügyvéd, helyi politikus, országgyűlési képviselő (egész életét itt élte le)
- Lucien Hervé (Elkán László) Franciaországban élt fotóművész
- Makó Imre állatorvos
- Márki-Zay Péter politikus
- Marenec Fruzsina színésznő
- Moldvay Loránd (1927–1990) geológus itt született.
- Mucsi Sándor színész, magánénekes
- Itt született Nagy Zoltán közgazdasági szakíró
- Németh László író, a főgimnáziumban tanított a második világháború után (1945–1948)
- Nyizsnyai Gusztáv zeneszerző, dalköltő
- Pikali Gerda Jászai Mari-díjas színésznő, szinkronszínész.
- Plohn József fotóművész [44]
- Risztov Éva olimpiai bajnok úszó
- Rácz Sándor politikus, szabadságharcos
- Rosztóczy István mikrobiológus (itt töltötte gyermekkorát)
- Steiner Béla Bessenyei Ferenc-díjas zenepedagógus, zeneszerző,igazgató, népdalgyűjtő
- Szabó Éva újságíró, rádiós szerkesztő
- Szabó Lajos színész
- Szabó Samu Kossuth-díjas magyar színész, a Pécsi Nemzeti Színház örökös tagja
- Szathmáry Zsigmond orgonaművész, zeneszerző
- Szántó Kovács János agrárszocialista vezető
- Szentmártoni Imre (St. Martin) zenész, zeneszerző
- Szeremlei Sámuel akadémikus, helytörténész, lelkész
- Szénási Ernő Jászai Mari-díjas magyar színművész.
- Szilágyi Szabó Eszter színésznő
- Szokolay Zoltán író, előadóművész
- Tárkány Szücs Ernő néprajzkutató
- Till Aran(ka) fényképész, szobrászművész
- Tornyai János festő
- Vata Emil Jászai Mari-díjas díszlettervező, festőművész, a Pécsi Nemzeti Színház örökös tagja
- Vekerdi László matematika- és tudománytörténész
- Vetró Margit színésznő

## A településen gyűjtött népdalok
| Cím                              | Gyűjtő         | Év   |
| -------------------------------- | -------------- | ---- |
| Házunk előtt, kedves édesanyám   | Péczely Attila | 1932 |
| Erdő mellett nem jó lakni        | Péczely Attila | 1932 |
| De szeretnék hajnalcsillag lenni | Péczely Attila |      |
| Száraz tónak nedves partján      | Kodály Zoltán  | 1932 |

## Testvérvárosai
- Baja, Magyarország
- Hatvan, Magyarország
- Kiskunhalas, Magyarország
- Ózd, Magyarország
- Vallauris, Franciaország 1967
- Haarlemmermeer, Hollandia 1989
- Tamar Izrael 1991
- Kelmė, Litvánia 1991
- Zgierz, Lengyelország
- Hechingen, Németország 1994
- Arad, Románia 1990
- Torda, Románia
- Nagybánya, Románia
- Zenta, Szerbia 1967
- Aknaszlatina, Ukrajna 1996

### Partnerkapcsolatai
- Ulm, Németország
- Torontálvásárhely, Szerbia
- Vidin, Bulgária

## Képgaléria

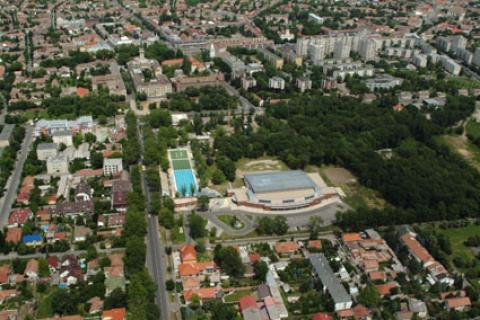
Hódmezővásárhely légifotója
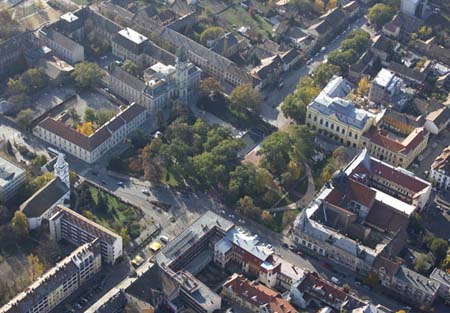
Kossuth tér
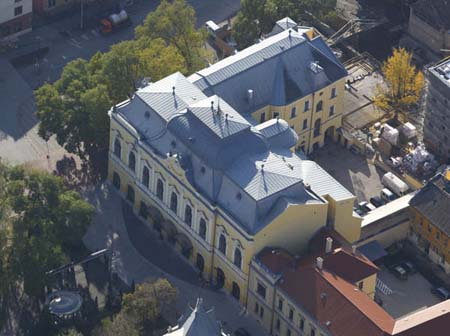
Fekete Sas
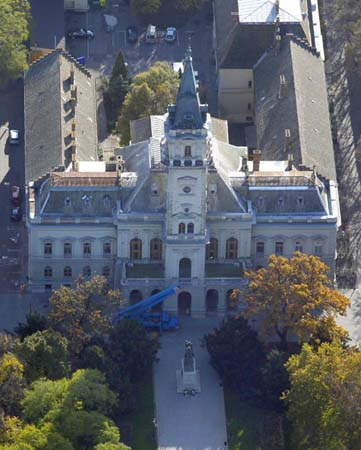
Városháza
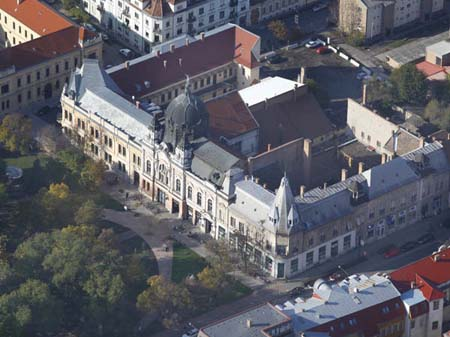
A volt Takarékpénztár műemlék épülete

## Sport
- Hódmezővásárhelyi Tájékozódási Futó Club
- Hódmezővásárhelyi Vízilabda Sport Club
- Hódmezővásárhelyi HLKC
- Hódmezővásárhelyi Futball Club
- Hódmezővásárhelyi Kosársuli
- HÓDIÁK SE[45]
- Hódmezei Őrzők Íjászegyesület